# Tibialia
Tibialia wurden römische Socken genannt.

## Beschreibung und Verwendung
Die Tibialia bestanden aus Filz und bedeckten die gesamten Schienbeine. Getragen wurden sie oft unter den Marschschuhen, den Caligae. Die Tibialia dienten in erster Linie dem Schutz vor Kälte, aber sie federten auch leichte Schläge und Stöße gegen die Beine ab. Sie lagen nicht eng am Körper an, sondern wurden mit Schnüren an das Bein angebunden.
Getragen wurden diese Filzsocken von der Zivilbevölkerung und von römischen Legionären, die die Tibialia oft mit der Feminalia trugen. Sie waren ein Gegenstück zu den aus Wolle gefertigten Udones.